# Perdu de vue
Perdu de vue est une émission télévisée française d'appel à témoin (de type reality show), diffusée chaque mois sur TF1 du 17 septembre 1990 au 30 avril 1997, animée par Jacques Pradel et Jean-Marie Perthuis. Son objectif était de faire se retrouver des personnes s'étant perdues de vue.

## Historique
Perdu de vue, est l'adaptation du format italien Chi l'ha visto? (it) (« Qui l'a vu ? ») diffusé chaque semaine depuis le 30 avril 1989 sur Rai 3. Une première version mensuelle avait été diffusée dès 1988 sous le titre Posto pubblico nel verde.

## Succès d'audience
D'abord diffusée en seconde partie de soirée, TF1 décide de programmer l'émission en première partie de soirée à partir du 9 janvier 1992.
Avec dix millions de téléspectateurs, 3 000 lettres par mois, des centaines d'enquêtes, des fugueurs retrouvés, des familles réunies... en sept ans d'existence (de 1990 à 1997), l'émission de Jacques Pradel et Jean-Marie Perthuis, s'est imposée comme un véritable phénomène de société.
Parallèlement à Perdu de vue, Jacques Pradel présentait avec Patrick Meney, Témoin numéro 1, également en première partie de soirée sur TF1, une émission mensuelle qui lançait des appels à témoins dans des affaires criminelles.

## L'affaire des Disparues de l'Yonne
En 1995, une lettre adressée à l'animateur Jacques Pradel par Pierre Monnoir, fondateur de l'Association de défense des handicapées de l'Yonne (ADHY), rouvre et va permettre la résolution d'une affaire criminelle. Grâce à l'émission, il sera découvert que quinze ans plus tôt, sept jeunes filles handicapées de l'Yonne ont vraisemblablement été enlevées puis assassinées par un chauffeur de car nommé Émile Louis.